# Елькин, Александр Ефимович
Александр Ефимович Елькин (17.02.1912-23.10.1979) — советский учёный в области оптического приборостроения, доктор технических наук (1967), лауреат Ленинской премии (1963).
После окончания ЛИТМО (1933) работал в ГОИ им. С. И. Вавилова: инженер, старший инженер-конструктор, старший научный сотрудник, начальник лаборатории, начальник отдела.
В 1950-е гг. при его непосредственном участии создан и принят на вооружение первый советский астронавигационный комплекс для подводных лодок, не имеющий зарубежных аналогов.
С 1967 года возглавлял лабораторию по разработке приборов для наблюдения малоконтрастных и малоразмерных слабосветящихся объектов в условиях космического полета, а также приборов для системы управления пилотируемых космических аппаратов.
Под его руководством созданы комплексы приборов:
- орбитальной ориентации (широкоугольные визиры космонавта, визиры стыковки и точная вертикаль),
- инерциальной ориентации — астроориентиры для навигационных измерений (ручные секстанты и прецизионные секстанты),
- для наблюдения окружающего космического пространства и подстилающей поверхности, в том числе панкратических визиров с высоким разрешением.

Соавтор изобретений, использовавшихся при создании оптической аппаратуры для космических кораблей «Союз», «Союз-Т» и орбитальных станций «Салют» и «Мир».
Доктор технических наук (1967), профессор. Лауреат Ленинской премии (1963) — за разработку астронавигацкого комплекса для подводных лодок.
Умер 23 октября 1979 года, похоронен на Богословском кладбище Санкт-Петербурга.